# Lohoodon
Lohoodon es un género extinto de mamíferos mesoniquios que existió durante el Eoceno.

## Especies
- Género Lohoodon
  - Lohoodon lushiensis